# ماري ميلر
ماري ميلر (بالإنجليزية: Mary Miller)‏ هي مؤرخة الفن ومؤرخة أمريكية، ولدت في 30 ديسمبر 1952.